# Moussa Ibrahim
Moussa Ibrahim Gaddafi (en árabe: موسى إبراهيم; romanizado también como Mussa y Musa) es una figura política, que actuó como Ministro de Información y el portavoz oficial del gobierno de Muammar el Gaddafi. Atrajo la atención internacional en general por su actuación en la guerra civil libia de 2011. Tras la caída del régimen logró permanecer un año escondido. El 20 de octubre de 2012 el gobierno libio informó que había sido capturado, pero luego se publicó un audio en Facebook donde Moussa desmiente los reportes.

## Biografía
Moussa nació en 1974 en la tribu de Gaddafi, los Qadhadhfa. Tiene una esposa de origen alemán y un hijo pequeño, y estudió Políticas en la Universidad de Exeter en la década de 2000. Trabajó en un doctorado (PhD) en medios de comunicación en la Royal Holloway, Universidad de Londres, completando su examen final en mayo de 2010 -a pesar de que formalmente no ha recibido su doctorado, ya que los supervisores están en espera de modificaciones necesarias para su tesis. Uno de los profesores de Moussa de la Universidad de Exeter, el doctor Larbi Sadiki, lo describió como un estudiante participativo y amable, serio: "un buen tipo, pero muy irritable".